# Shift (tecla)

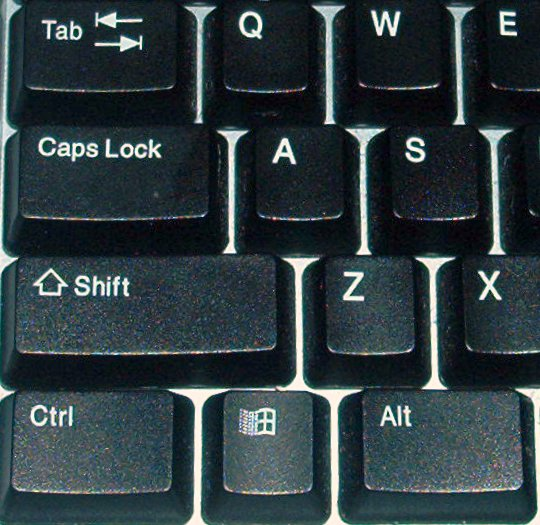
La tecla shift en un teclat modern.

La tecla  shift  o  majúscules  és una tecla modificadora en un teclat, usada per a escriure majúscules i altres caràcters "superiors". Normalment hi ha dues tecles shift, situades als extrems de la fila inferior a la fila inicial. El nom de la tecla es va originar en la màquina d'escriure.
Quan la tecla Bloq Maj està activada, la tecla shift pot ser usada per a escriure minúscules.
En un teclat d'ordinador, a diferència d'un teclat de màquina d'escriure, la tecla shift pot tenir altres usos:
- Pot modificar dreceres de teclat. Per exemple, Alt-Tab ⇆ serveix per a canviar entre les finestres obertes, mentre que ⇧ Maj-Alt-Tab ⇆ les alternatives en el sentit contrari.
- En alguns programes permet la selecció múltiple d'elements. La tecla shift és representada per una fletxa delineada apuntant cap amunt (U+21E7, ⇧).